# GIPF
ГИПФ (GIPF) оригинальная абстрактная стратегическая настольная игра Криса Бурма, являющаяся первой и главной игрой проекта ГИПФ.
Игра получила рекомендации Spiel des Jahres (Германия) в 1998 году.

## Правила
Соперники по очереди выставляют на край шестиугольного игрового поля фишки (один чёрные, другой белые), делая ход вглубь поля по направляющим линиям сетки до пересечения с другой линией, собирая ряд (линию) из четырёх подряд фишек своего цвета. Если поле по направлению хода занято своей или чужой фишкой, то она и весь примыкающий к ней ряд сдвигаются в направлении хода. Собравшиеся в ряд четыре фишки одного цвета (вне зависимости от того, чей ход привёл к такой ситуации) снимаются с поля их владельцем в запас вместе с примыкающими к ним в этом ряду своими и чужими фишками. В случае образования нескольких таких рядов разных цветов (четыре и более подряд белых и четыре и более подряд чёрных), первым снимает тот игрок, чей ход привёл к такой ситуации. При образовании нескольких пересекающихся рядов по четыре и более фишки одного цвета снимается один ряд на выбор владельца или оба ряда, если ряды не пересекаются. Захваченные фишки противника больше в игру не возвращаются. Цель игры — оставить противника без фишек в запасе. Ничьей не бывает. Проигрывает тот, кто первый остался без фишек. 
ГИПФ относится к классу игр с полной информацией, где отсутствует элемент неопределённости и случайности. Однако в ГИПФ один ход значит очень много и может кардинально изменить расстановку сил, т.к. часто он перемещает сразу несколько фишек. ГИПФ – это динамичная игра, где бессмысленны стратегии долгосрочного планирования по захвату территории, характерные для игры Го.
Игра может быть усложнена дополнительными фишками, называемыми потенциалами, позволяющими делать специфичные ходы. Таким образом можно получить новые варианты игры. Потенциалы называются по имени основных игр проекта (TAMSK, ZÈRTZ, DVONN, YINSH, PÜNCT).